# Roadrunner Records
Roadrunner Records (Roadrunner Music Group B.V.) — звукозаписувальний лейбл який спеціалізується на записі «важкої» та «альтернативної» музики. Наразі є підрозділом компанії Warner Music Group.
Заснований у 1980 році у Нідерландах, проте спочатку мав назву «Roadracer Records». На початковому етапі свого існування, Roadrunner Records спеціалізувалась на видавництві «важких» груп з Північної Америки в Європі.
1986 року відкрилися представництва лейблу у Японії, Австралії, Німеччині, Франції.
На лейблі Roadrunner Records записали альбоми такі гурти, як Megadeth, Black Label Society, Cradle of Filth, Machine Head, Mercyful Fate, Opeth, Nickelback, Nightwish, Slipknot, Killswitch Engage, Trivium, Stone Sour, Type O Negative, Sepultura, Fear Factory, Chimaira та інші.